# Miroslav Andrejsek
Miroslav Andrejsek (* 1928) je bývalý český fotbalista, obránce.

## Fotbalová kariéra
V československé lize hrál za Spartak Hradec Králové, s nímž získal roku 1960 historický titul mistra, jediný v dějinách klubu a první, který v československé lize putoval mimo Prahu a Bratislavu. Nastoupil v 65 ligových utkáních a dal 4 ligové góly.

## Ligová bilance
| Ročník                                   | Zápasy | Góly | Klub                   |
| ---------------------------------------- | ------ | ---- | ---------------------- |
| 1. československá fotbalová liga 1956    | 18     | 0    | Spartak Hradec Králové |
| 1. československá fotbalová liga 1957/58 | 30     | 2    | Spartak Hradec Králové |
| 1. československá fotbalová liga 1959/60 | 17     | 2    | Spartak Hradec Králové |
| CELKEM                                   | 65     | 4    |                        |